# Shapur 1.
Shapur 1. også kendt som Shapur 1. den Store, var den anden konge af Sassanideriget.

## Tidlige år
Shapur var søn af Ardashir 1., grundlæggeren af Sassanide-dynastiet. Hans mor hed Myrōd, og var ifølge en legende var en parthisk prinsesse. 
Shapur ledsagede sin far i hans kampagner mod partherne, der på det tidspunkt kontrollerede store dele af den iranske plateau gennem et system af vasalstater, som Perserriget selv tidligere havde været en del af. Foran en forsamling af stormænd bedømte Ardashir 1. "Shapur 1. som den blideste, klogeste, modigste og dygtigste af alle sine børn," og udpegede ham til sin efterfølger.

## Krig imod Romerne
En af de største resultater af Shapurs regeringstid var sejren over den romerske kejser Valerian. Dette præsenteres i et vægmaleri på Naqsh-e Rostam, hvor Shapur er repræsenteret på en hest iført kongelige rustning og krone. Foran ham knæler Valerian, i romersk kjole, beder om nåde. I sin højre hånd kongen griber de opløftede arme, hvad der kan være Philippus Arabs, en af hans hænder er skjult i ærmet som et tegn på underkastelse. Den samme scene gentages i andre klippevægge indskrifter. Shapur siges at have offentligt skammet Valerian ved at bruge den romerske kejser som en skammel ved montering af sin hest. Andre kilder modsiger og bemærker, at i andre vægmalerier, Valerian er respekteret og aldrig på knæ. Dette understøttes af forlydender om, at Valerian og nogle af hans hær boede i relativt gode forhold i byen Bishapur og at Shapur indskrevet hjælp fra romerske ingeniører i hans teknik og udviklingsplaner.